# Beykent-universiteit

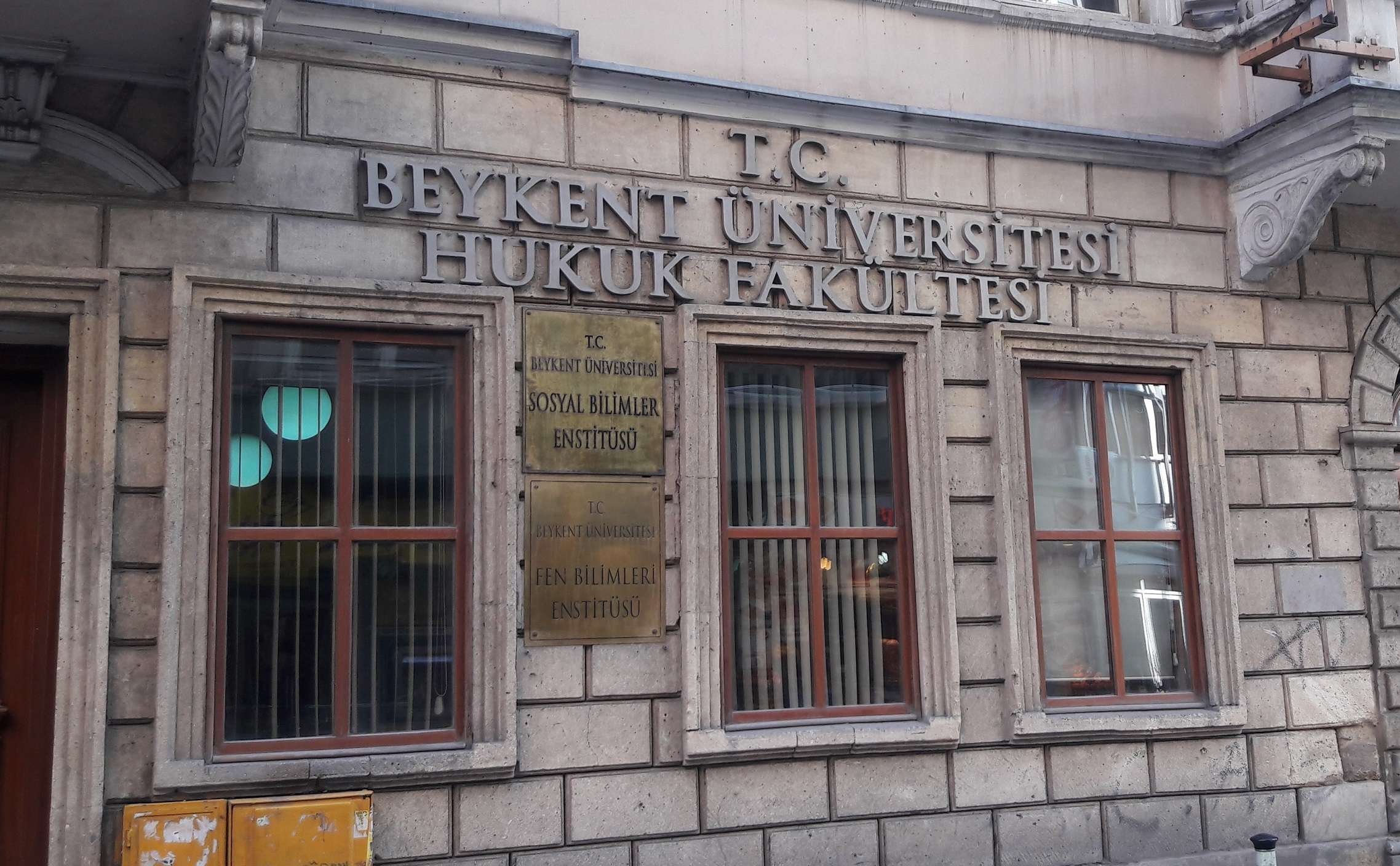
Beykent Universiteit Recht Faculteit gebouw in Istanbul

De Beykent-universiteit (of simpelweg Beykent), is een particuliere universiteit gelegen in de Turkse stad Istanboel en is opgericht in 1997. In 2013 telde de universiteit 17.059 studenten.